# Mercat municipal d'Esparreguera
El Mercat municipal d'Esparreguera és una obra noucentista del municipi d'Esparreguera (Baix Llobregat) inclosa en l'Inventari del Patrimoni Arquitectònic de Catalunya.
És un edifici de planta basilical de tres naus, amb la central més elevada que les laterals per permetre l'entrada de llum. La coberta és a dues aigües en la nau central i a una a les laterals. La porta d'entrada està en un dels seus costats llargs. Té una gran quantitat de finestres, totes rectangulars disposades de forma regular per totes les façanes. En els costats llargs les finestres estan separades en grups de tres per pilastres i, en el costat curt, són molt més llargues i estan en posició escalada. L'edifici està pintat de blanc excepte les pilastres, que acaben en un capitell molt simplificat, i un sòcol que recorre tot l'edifici.